# Museo della storia dell'Ucraina nella seconda guerra mondiale
Il Museo della storia dell'Ucraina nella seconda guerra mondiale (in ucraino Музей історії України у Другій світовій війні?) è un museo commemorativo della seconda guerra mondiale nel quartiere meridionale di Pechersk a Kiev, capitale dell'Ucraina.

## Storia e descrizione
Il museo è stato spostato due volte prima di essere collocato nella posizione definitiva; è stato aperto con una solenne cerimonia il 9 maggio 1981, il Giorno della Vittoria, dall'allora leader sovietico Leonid Il'ič Brežnev. Il 21 giugno 1996 ha ottenuto il suo attuale status di Museo Nazionale con il decreto firmato da Leonid Kučma, allora presidente dell'Ucraina.
È uno dei più grandi musei in Ucraina e ruota attorno alla famosa statua della Madre Ucraina alta 102 metri (40 di base e 62 la statua) e pesante 530 tonnellate. Il museo ha già ospitato più di 21 milioni di visitatori.
Il museo è situato in un'area di 10 ettari sulla collina con vista sul fiume Dnieper; mostra tra le altre cose le armi utilizzate dall'Unione Sovietica dopo la Seconda Guerra Mondiale.
Le sculture rappresentano la valorosa difesa del confine sovietico dall'invasione nazista del 1941, gli orrori dell'occupazione tedesca, la lotta dei partigiani e la battaglia del Dnieper del 1943.

## Galleria d'immagini

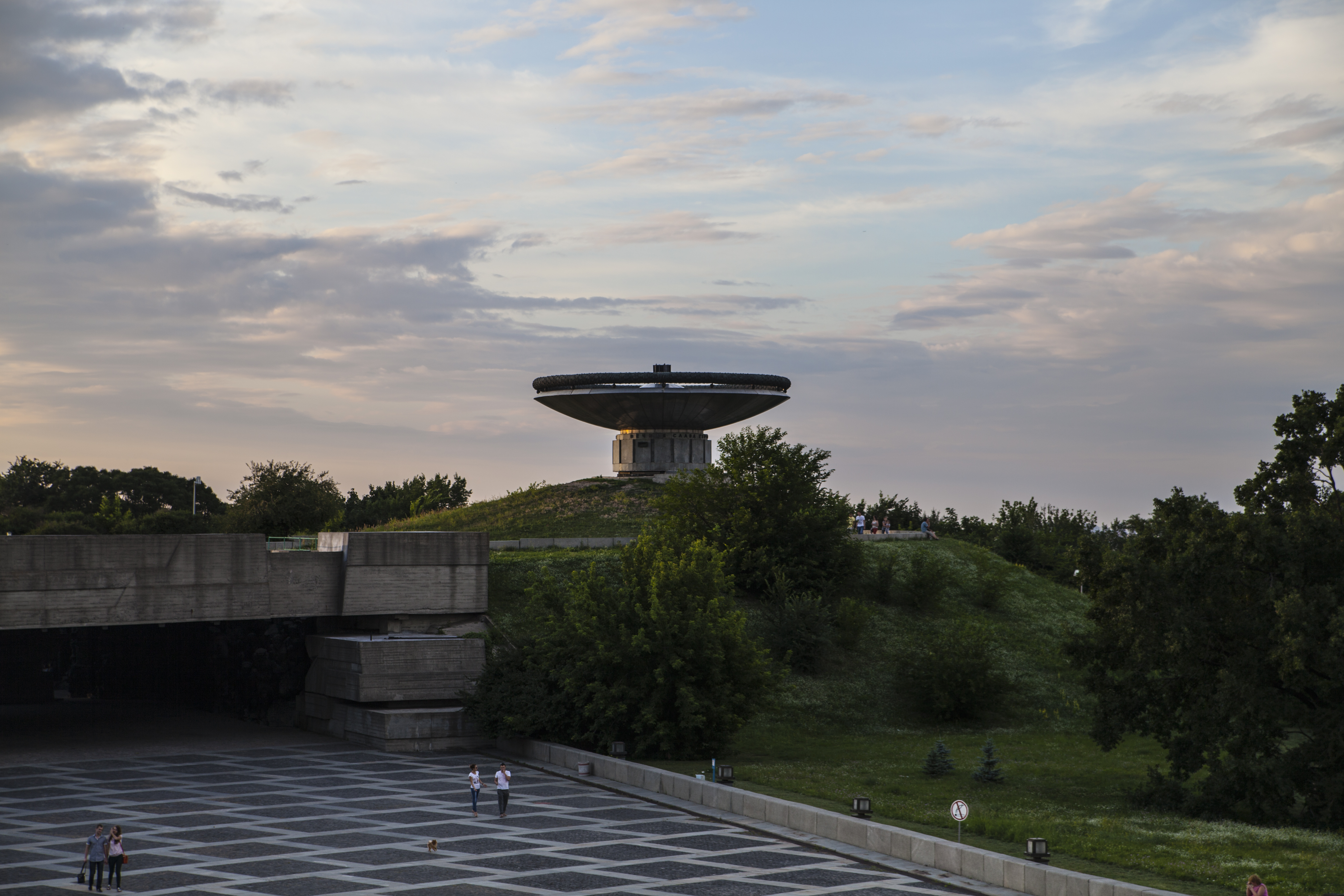
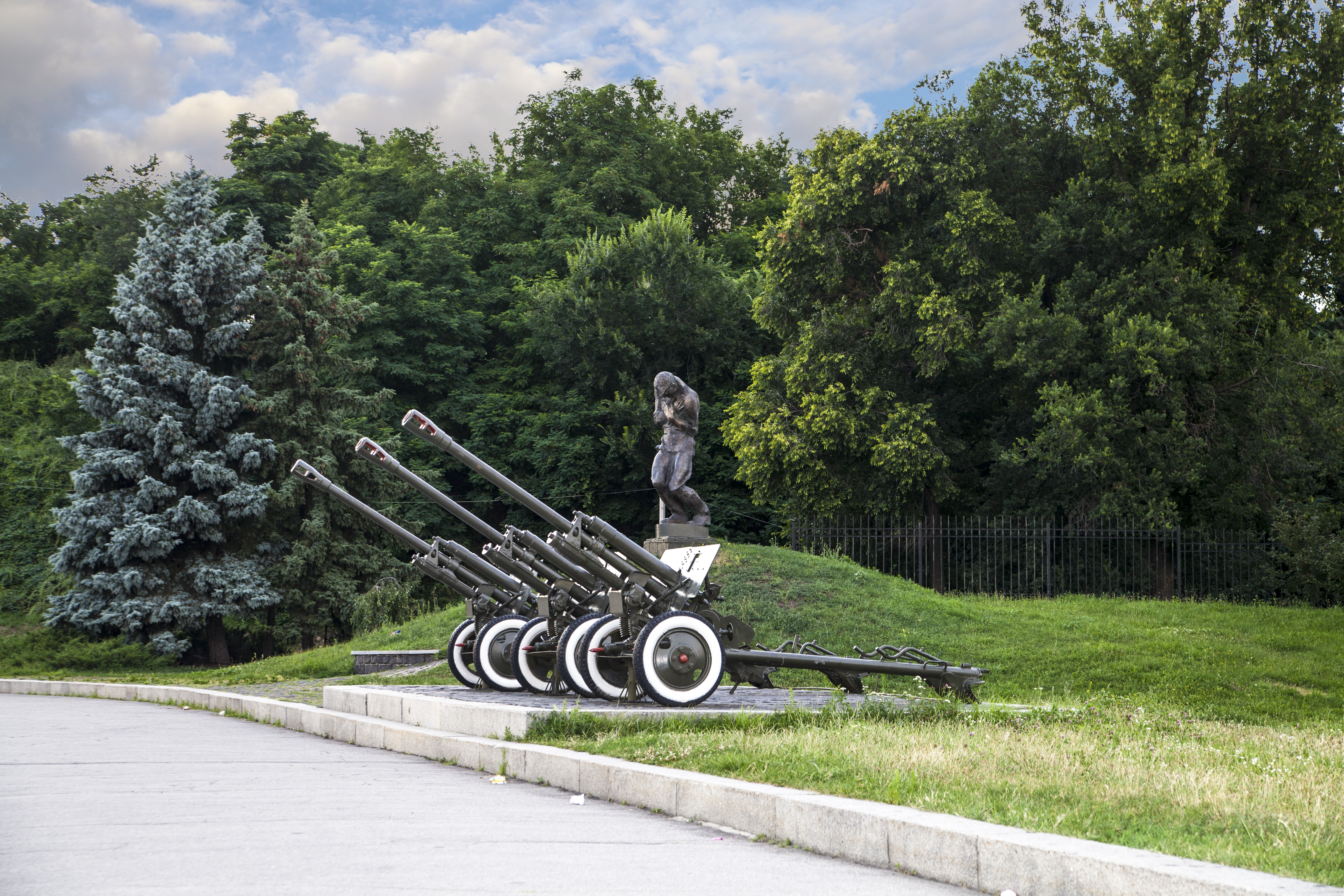
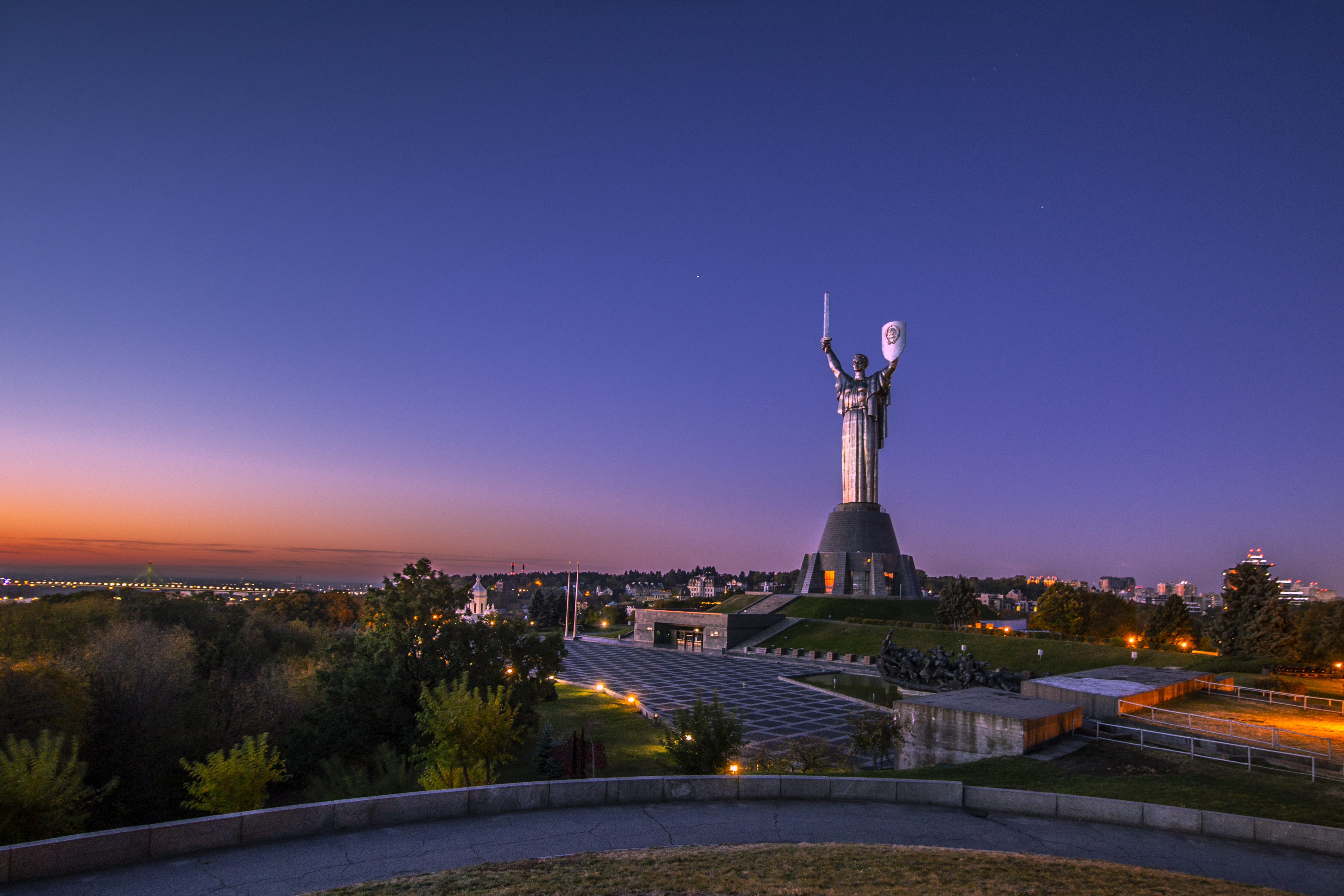
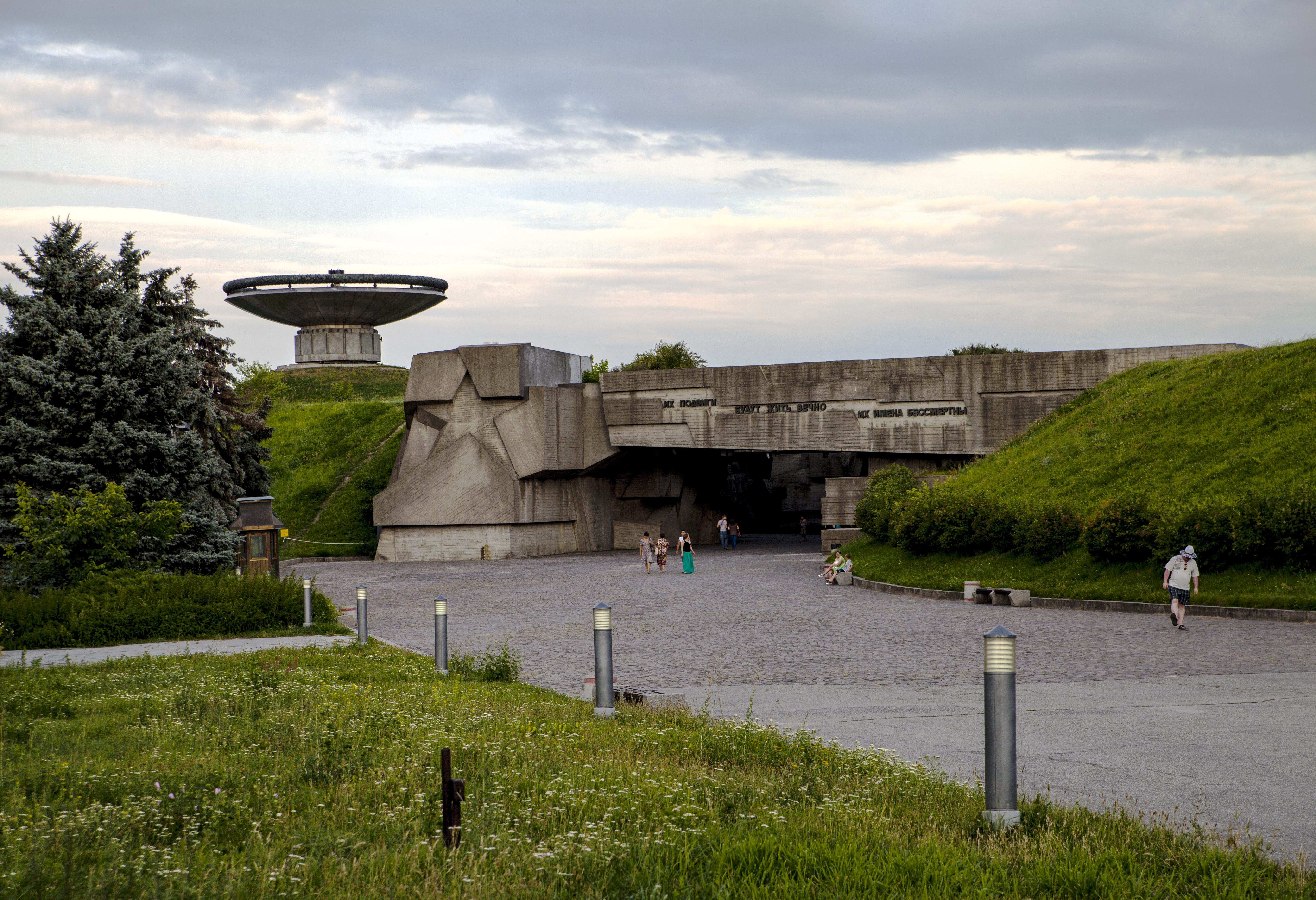